# Kloster San Martin de Castañeda
Das Kloster San Martín de Castañeda  ist eine ehemalige Zisterzienserabtei in der Provinz Zamora in Kastilien-León in Spanien. Es befindet sich knapp einen Kilometer nördlich des Lago de Sanabria in der zur Comarca Sanabria gehörenden Gemeinde Galende.

## Geschichte

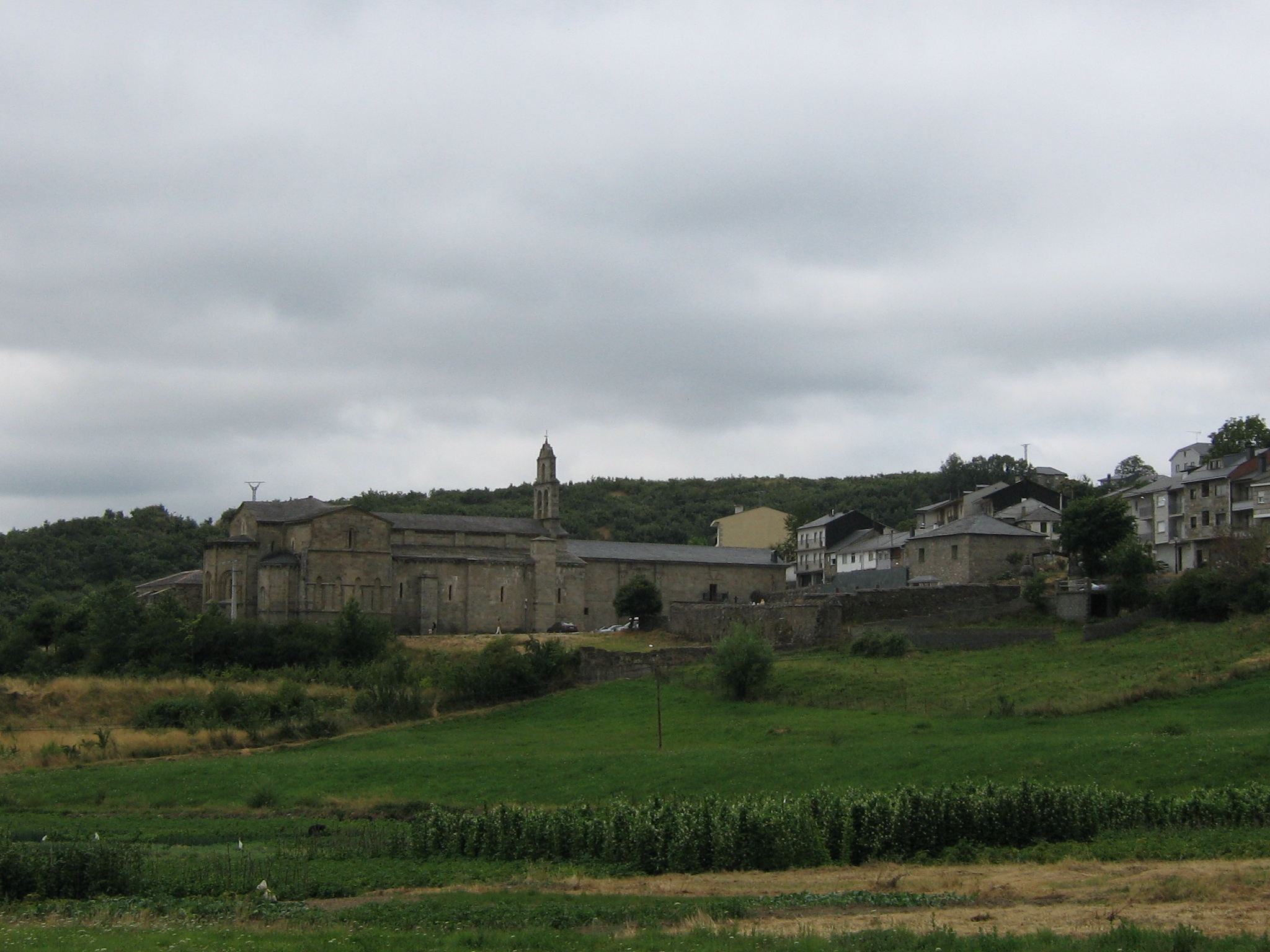
Ansicht des Klosters

Das Kloster soll auf die Zeit der Westgoten zurückgehen mit einer ersten urkundlichen Erwähnung 947. Im 11. Jahrhundert wurde es durch mozarabische Mönche erneuert, die aus Córdoba gekommen waren. Im Jahr 1245 schloss es sich als Tochterkloster von Kloster Carracedo dem Zisterzienserorden an und gehörte damit zur Filiation von Kloster Cîteaux. In der Klosteraufhebung (Desamortisation) unter der Regierung von Juan Álvarez Mendizábal wurde das Kloster im Jahr 1835 aufgelöst.

## Bauten und Anlage

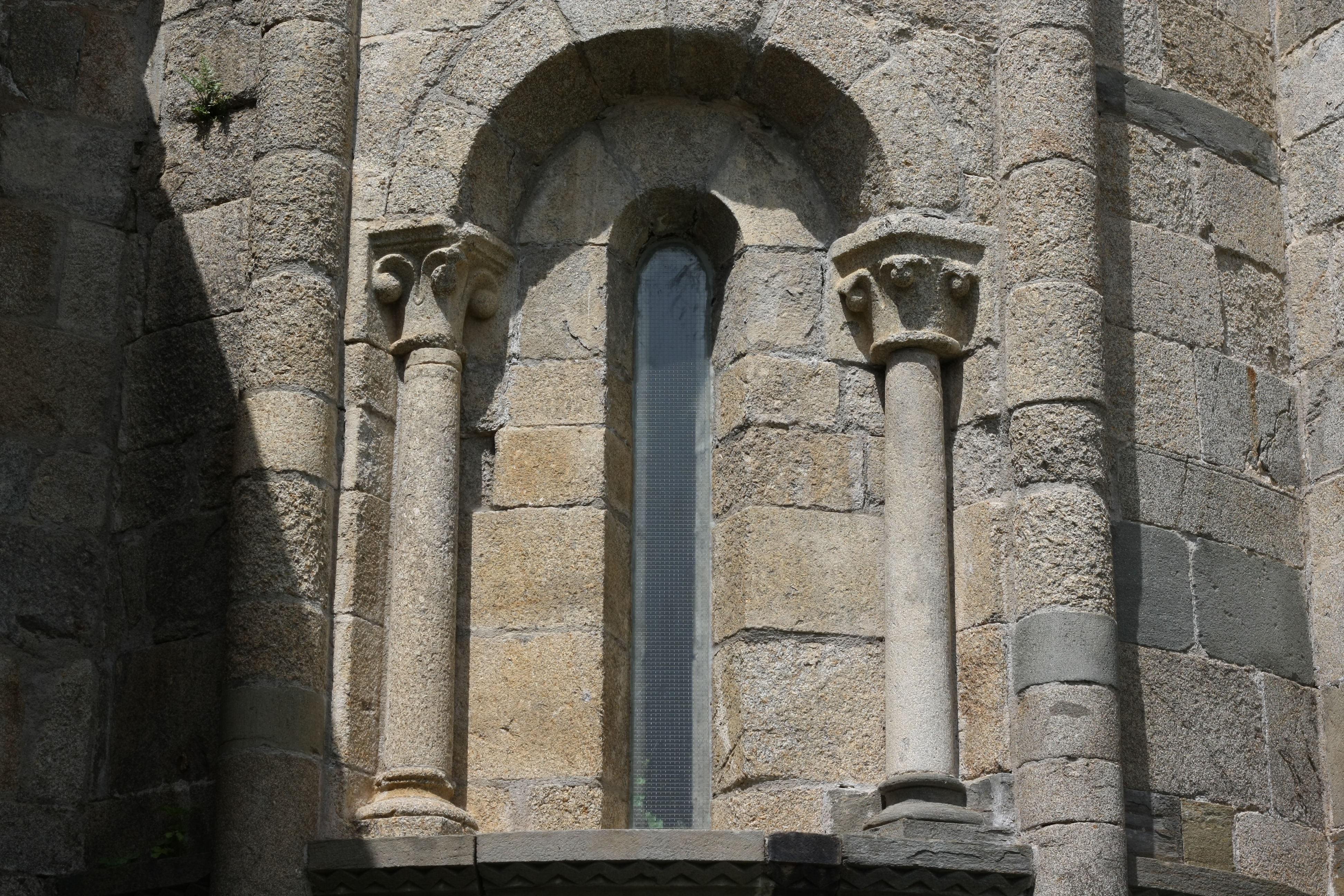
San Martín de Castañeda, Apsisfenster der Kirche Santa María

Die dreischiffige Kirche Santa María besitzt eine halbkreisförmige Hauptapsis mit vier Säulen als Contreforts und zwei halbrunde Seitenabsiden, jeweils mit Rundbogenfenstern mit zwei Archivolten, die auf Säulen ruhen. Das Mittelschiff mit vier Jochen ist mit einer Spitztonne überwölbt, die von quadratischen Pfeilern getragen wird. Die Vierung weist ein Rippengewölbe auf. Das Querhaus ragt kaum über die Breite der drei Langhäuser hinaus. Die Westfassade weist ein Portal und eine große Rosette auf. Die nicht erhaltene Klausur lag im Süden der Kirche.
Seit 1931 ist die Anlage als Monumento Nacional (Bien de Interés Cultural) klassifiziert.